# Hipoxantina-guanina fosforribosiltransferase
Hipoxantina-guanina fosforribosiltransferase (abreviada na literatura em inglês como HGPRT, de hypoxanthine-guanine phosphoribosyltransferase) é uma enzima codificado em humanos pelo gene HPRT1.
HGPRT é uma transferase que catalisa a conversão de hipoxantina a monofosfato de inosina e guanina a monofosfato de guanosina.  Esta reação transfere o grupo 5-fosforribosila do 1-pirofosfato de 5-fosforribosila (PRPP) a purina.  HGPRT desempenha um papel central na geração dos nucleótidos purina através da via de resgate de purina.

## Função
HGPRT catalisa as seguintes reações:
| Substrato   | Produto                  | Notas                                                                            |
| ----------- | ------------------------ | -------------------------------------------------------------------------------- |
| hipoxantina | monofosfato de inosina   | —                                                                                |
| guanina     | monofosfato de guanosina | Frequentemente chamada HGPRT. Desempenha esta função apenas em algumas espécies. |
| xantina     | monofosfato de xantosina | Somente certas HPRTs.                                                            |

A HGPRTase funciona principalmente para salvar as purinas do DNA degradado para reintroduzi-las nas vias sintéticas das purinas. Nessa função, catalisa a reação entre guanina e fosforribosil pirofosfato (PRPP) para formar GMP, ou entre hipoxantina e fosforibosil pirofosfato (PRPP) para formar monofosfato de inosina.

## Substratos e inibidores
Modelagem comparativa de homologia desta enzima em L. donovani sugerem que entre todos os compostos testados computacionalmente, pentamidina, 1,3-dinitroadamantano, Aciclovir e análogos do Aciclovir tinham afinidades de ligação mais altas do que o substrato real (monofosfato de guanosina).  A correlação in silico e in vitro desses compostos foram testados em Leishmania HGPRT e valida o resultado.